# Magnum (Fernsehserie)
Magnum ist eine US-amerikanische Fernsehserie um den Privatdetektiv Thomas Magnum und seine beiden Freunde Theodore Calvin („T. C.“) und Orville „Rick“ Wright sowie Jonathan Higgins, den Verwalter des Anwesens, auf dem Magnum lebt. Die Krimiserie, die auf Hawaii spielt, wurde in acht Staffeln mit insgesamt 162 Episoden von 1980 bis 1988 unter dem Originaltitel Magnum, P.I. gedreht. Die Abkürzung P.I. steht für die englische Berufsbezeichnung private investigator (deutsch ‚Privatdetektiv‘).

## Handlung

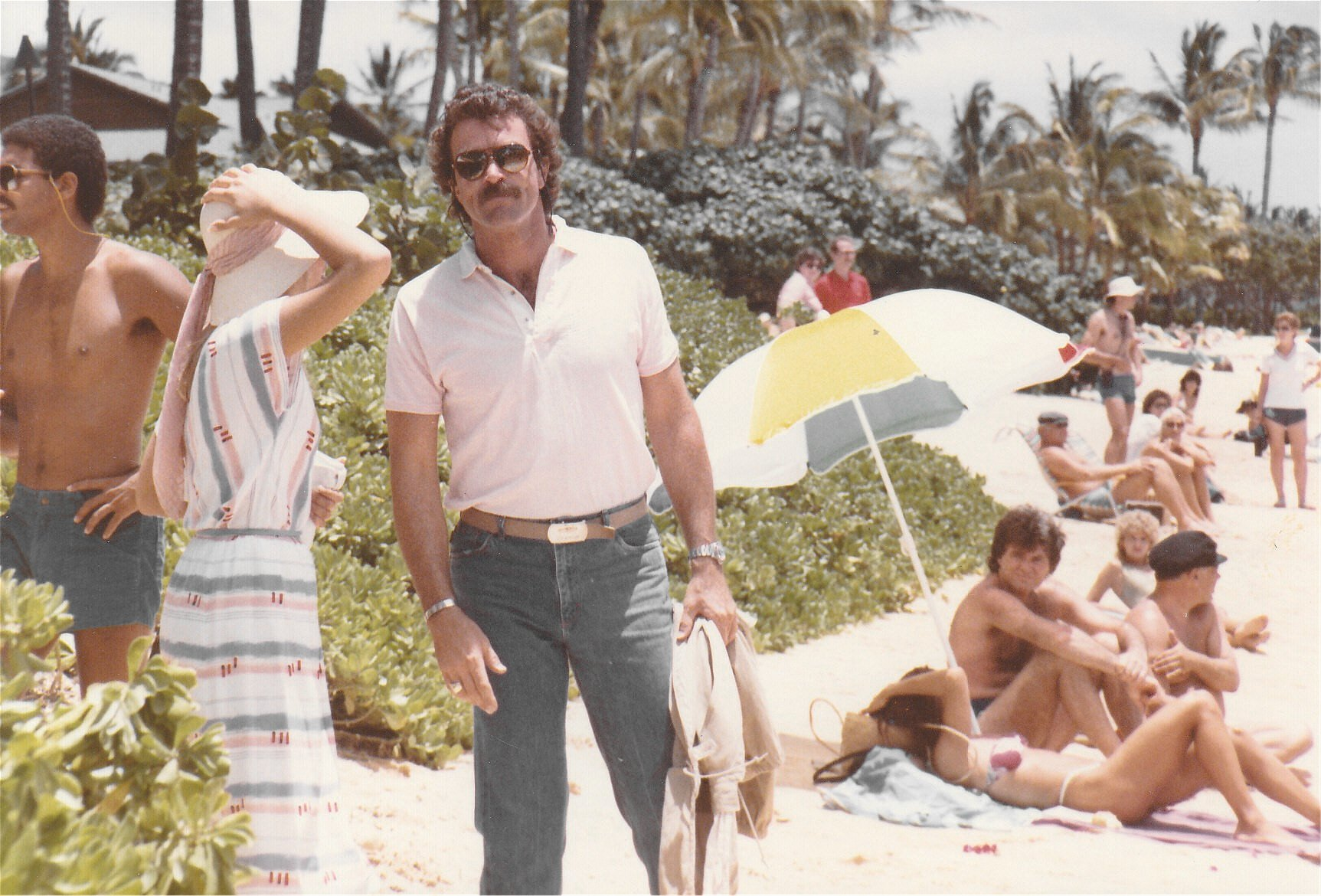
Dreharbeiten 1984

Thomas Sullivan Magnum IV lebt auf Oʻahu, Hawaii, auf einem ansehnlichen, rund 80 Hektar großen Grundstück, wovon 2 Hektar zum engeren Sicherheitskreis zählen (1.17), am Kalākaua Drive (Tatsächlich befand sich das Anwesen – es wurde im April 2018 ersatzlos abgerissen – am 41-505 Kalanianaole Highway in Waimanalo, die Innenaufnahmen fanden jedoch im Hawaii Film Studio statt.) im Gästehaus des berühmten Schriftstellers Robin Masters, der selbst jedoch nie zu sehen ist. Masters erscheint nur andeutungsweise in wenigen Folgen, da er ständig unterwegs ist. Magnum ist ehemaliger Marine-Offizier (bis zu seinem 33. Lebensjahr) und nun Privatdetektiv, wird aber häufig als „Privatschnüffler“ bezeichnet, was er vehement zurückweist: Er sei Detektiv, kein „Schnüffler“; gleichwohl lässt der Verwalter Higgins kaum eine Möglichkeit aus, ihn mit Scheidungsfällen in Verbindung zu bringen. Magnum stammt aus Tidewater, Virginia (4.9), ist jedoch bereits als kleines Kind mit seiner Mutter Kathrin von dort weggezogen.
Masters engagierte Magnum als Sicherheitschef für das Anwesen (im engl. Original: the estate). Dafür erhält er zwar kein festes Gehalt, aber Logis im Gästehaus des Anwesens und das Recht zur Nutzung des roten Ferrari 308 GTS (bis zur Episode 3.1, dann ein Ferrari 308 GTSi bzw. nach der Episode 4.15 ein Ferrari 308 GTSi QV), der eines der Markenzeichen der Serie ist. Darüber hinaus trägt der hochgewachsene Magnum häufig bunte Hawaiihemden. Magnum ist Fan der Baseball-Mannschaft Detroit Tigers, weshalb er manchmal eine dunkle Baseballmütze mit dem verschnörkelten Wappen-Buchstaben „D“ des Sportteams darauf auf dem Kopf hat, etwa in den Episoden Das Geständnis (2.15, OT: Try to remember) und Wenn aus Liebe Hass wird (2.16, OT: Italian Ice). In Bezug auf diese Sportart ist der Baseballspieler Al Kaline sein leuchtendes Vorbild.
Thomas Magnum wurde am 8. August 1944 in Virginia geboren (vgl. 2.15 Magnums Antwort während einer ärztlichen Untersuchung sowie 4.01, als „Wassertreter des Jahres 1950 als fast Sechsjähriger“ von seinem Vater Thomas Magnum III bezeichnet). Seine Mutter ist Katherine Peterson. Der Namenszusatz „Sullivan“ ist der Name seines Großvaters mütterlicherseits (8.5), sein Großvater väterlicherseits ist Thomas Magnum II (genannt "The Captain" (8.12)), sein Urgroßvater hieß Patrick (8.9). 1967 macht Magnum seinen Abschluss an der Militärakademie und wird kurz darauf nach Vietnam versetzt (4.13). In der siebten Staffel, die 1987 spielt, wird er jedoch 40 Jahre alt (7.17, bezeichnenderweise „Forty“) und in der letzten Folge der Serie ist sein Geburtstag am 5. Januar, mitten im Winter an der Ostküste der Vereinigten Staaten, so dass die Stimmigkeit seines Geburtsdatums fraglich ist. Im Pilotfilm ist sein Führerschein mit dem Geburtstag 5. Januar 1946 erkennbar. Diese Diskontinuität wird auch in Folge 4.19 deutlich, in der er sich an ein Footballspiel erinnert, welches er zusammen mit seiner Tante im August 1956 besuchte: „Ja, ich war zehn Jahre alt, als …“.
Sein Vater, Lt. Thomas Magnum III, zog 1950 in den Koreakrieg und kam nicht zurück. Er starb am 4. Juli – dem Nationalfeiertag der USA (7.6). Seitdem trägt Magnum dessen Armbanduhr (ab der vierten Staffel), eine Rolex GMT-Master und seit seiner Dienstzeit in Vietnam verbringt Magnum diesen Feiertag allein auf dem Meer (z. B. 7.6), zunächst auf einem Surfbrett und dann in seinem Surf Ski, was ihm in Folge 4.01 fast zum Verhängnis wird. Allgemein stellt das hawaiianische Meer einen Lieblingsort von Magnum dar, der intensiv Sport treibt. Wenn er von seinen Sorgen und Problemen einen freien Kopf bekommen möchte, paddelt er in einem Kanu im Meer (Episode Die Rache des Giftgottes, Staffel 3, Folge 3); alternativ geht er oft schwimmen oder am Strand entlang joggen.
Der von Robin Masters eingesetzte Verwalter seines Anwesens (genannt Robin’s Nest) ist Jonathan Higgins. Mit ihm entbrennen immer wieder Streitereien um weitere Vergünstigungen, wie zum Beispiel die Nutzung des Tennisplatzes, des Weinkellers und der hochwertigen Kamera-Ausrüstung von Robin Masters, verbunden mit gegenseitigen Sticheleien. Die belustigenden Verhandlungen um diese und andere Vergünstigungen sind wiederkehrende Handlungsstränge, die parallel zur eigentlichen Handlung verlaufen und die zur Beliebtheit der TV-Serie bei den Zuschauern maßgeblich beigetragen haben. Dabei verbindet die beiden ungleichen Männer Magnum und Higgins eine gewisse, aber nie böse gemeinte Hassliebe.
Um das Ziel seiner Ermittlungen zu erreichen, setzt sich Magnum oftmals selbst über geltende Gesetze hinweg. In der Episode Gefährliche Liebschaft (2.7, OT: Tropical Madness) erklärt Magnum, wenn er über eine Mauer klettert und unerlaubt in die fremde Villa einer dubiosen Frau einbricht, um sich Einsicht in die privaten Unterlagen der Dame zu verschaffen: „Ich nehme es sehr genau mit dem Aussuchen meiner Fälle und bei der Arbeit an ihnen. Zum Beispiel verstoße ich nie gegen das Gesetz. Da man jedoch versuchte, mich umzubringen, fasste ich die Möglichkeit ins Auge, es vielleicht ein wenig zu beugen.“ In solchen Momenten trägt Magnum immer einen passenden Dietrich bei sich, wenn er durch eine verschlossene Tür heimlich in Räumlichkeiten, in denen sich womöglich wichtige Hinweise befinden, eindringen möchte. Viele der hintergründig gestalteten Handlungen sind dialoglastig in Bezug auf das auftretende Personal, gleichzeitig enthalten etliche Episoden konventionelle Actionelemente wie Faustkämpfe, Schießereien, Verfolgungsjagden und Explosionen. Dazu gibt Magnum, der mit seiner maskulinen Ausstrahlung anziehend auf Frauen wirkt, gelegentlich als verdeckter Ermittler eine falsche Identität seinerseits vor, um an Informationen zu gelangen. Bei der Aufklärung seiner Fälle nimmt Magnum immer wieder die Dienste seiner alten Freunde und Kriegskameraden Rick, T.C. und Mac Reynolds in Anspruch, ohne sich dafür zu revanchieren. Rick nutzt oft seine Beziehungen zur Unterwelt für Magnum, T.C. fliegt Magnum häufig mit seinem Hubschrauber über die Inseln (ohne dass Magnum das Benzingeld bezahlt) und Mac Reynolds – nach dessen Serientod später dann Maggie Poole – besorgt Informationen aus den Computern des Geheimdienstes Office of Naval Intelligence (ONI). Die Beziehung zu seinen Freunden – und auch zu Higgins – ist so eng, dass diese spüren, wenn Magnum in Lebensgefahr ist und ihm dadurch das Leben retten können (4.1). Bei seinen Nachforschungen folgt Magnum seinem Instinkt, indem er auf seine „innere Stimme“ hört.
In der ersten Staffel erklärt Magnum, dass er nie verheiratet war. In Folge 2.5 und 2.6 kommt heraus, dass das so nicht stimmt. Zum Ende seines Vietnameinsatzes hatte er in Saigon eine Krankenschwester geheiratet. Seine Frau Michelle (eine katholische Französin, dargestellt von Marta DuBois) starb jedoch angeblich kurz nach der Hochzeit bei einem nordvietnamesischen Angriff, und Magnum verließ das Land. Sechs Jahre später (Folge 2.5) sieht Magnum plötzlich auf einer Yacht eine gemischte Gruppe Amerikaner und Asiaten, darunter eine Frau, die er für Michelle hält. Die gemachten Fotos reichen zwar nicht aus, um sie einwandfrei zu identifizieren, aber auf einer Vergrößerung entdeckt er, dass sie um den Hals ein Medaillon mit dem französischen Kreuz des Teamrings trägt. So macht er sich mit Rick und TC auf die Suche nach Michelle.
Die in geheimdienstliche Aktivitäten verstrickte Michelle ist mit ihrem Mann auf Hawaii, dem nordvietnamesischen General Nguyen Hue (gespielt von Soon-Tek Oh), den sie vor Magnum ehelichte. Hue galt zum Zeitpunkt ihrer zweiten Hochzeit als tot. Tatsächlich jedoch lebte der General noch, deshalb ist die Ehe mit Magnum ungültig. Auf Hawaii verbringen Magnum und Michelle nochmals eine Nacht miteinander, doch obwohl sie Magnum liebt, entscheidet sich Michelle, bei ihrem Mann zu bleiben.
In Folge 7.7 taucht Michelle erneut auf Hawaii auf, als sie ihren Mann in Gefahr vermutet (er ist zu dem Zeitpunkt bereits tot, was sie aber erst später durch Magnum erfährt). Um ihren Mann suchen zu können, lässt sie ihre fünfjährige Tochter namens Lily-Catherine (gespielt von Kristen Carreira) zu Magnum bringen. Magnum hegt den Verdacht, dass Lily seine Tochter ist, bekommt darauf aber zunächst keine Antwort. Nachdem die von Vietnamesen verfolgte Michelle mit Lily in ein Schutzprogramm aufgenommen wurde, trennen sich Michelles und Magnums Wege wieder. Er überlegt, mit ihnen zu gehen, glaubt aber, dass dies die dauerhafte Sicherheit von Michelle gefährden könnte. Als er beim Abschied die Frage stellt, ob Lily seine Tochter ist, antwortet Michelle: „Wenn ich sage: Ja, sie ist Deine Tochter! Würdest Du sie dann gehen lassen?“ Also sagt sie ihm nicht, dass Lily seine Tochter ist, aber sie verspricht ihm, „Ich werde dafür sorgen, dass sie Dich nie vergisst!“
Am Ende der letzten Staffel wird dann aufgeklärt, dass Lily-Catherine tatsächlich seine Tochter ist. Für den Fall, dass ihr etwas passieren sollte, hatte Michelle Magnum einen Brief mit der Wahrheit hinterlegt. Diesen Brief erhält er, nachdem Michelle durch eine Autobombe getötet worden ist. Lange hatte er geglaubt, dass Lily ebenfalls bei dem Attentat gestorben sei. Dann stellte sich jedoch heraus, dass sie das Auto verlassen hatte, um ihre Puppe zu holen. Als er schließlich Lily in die Arme nehmen kann, trägt sie Michelles Kette mit dem französischen Kreuz und nennt ihn Papa.
Es ist jedoch nicht so, dass Magnum nicht hätte wieder heiraten wollen: In Folge 7.1 macht er Cynthia Farrell (Dana Delany) einen durchaus ungewöhnlichen Heiratsantrag: Während einer Verfolgungsjagd rutscht ihm der Satz „Wir werden schon eine Lösung finden, wenn wir erst verheiratet sind.“ heraus. Sie stimmt zunächst zu, aber letztendlich finden sie doch nicht zueinander.
Neben den Kriminalfällen sorgen besonders die als Running Gags inszenierten Auseinandersetzungen Magnums mit seinen Freunden, vor allem aber die mit Higgins sowie dessen beiden Dobermännern Zeus und Apollo, „den Jungs“, für kurzweilige Unterhaltung, die wohl maßgeblich zum Erfolg der Serie beigetragen haben. Magnum mag „die Jungs“ (engl.: the lads) nicht sonderlich, da Higgins sie auf ihn abgerichtet hat, aber opfern würde er sie nicht (3.6: „Sind doch bloß Tiere“ – Magnum daraufhin zu ihrem Schutz: „Sie bleiben im Keller!!“). Wenn sich Higgins über das Fehlverhalten von Magnum aufregt, etwa in Bezug auf einen langen tiefen Kratzer im roten Lack des Ferraris von Robin Masters, beschimpft der Hausverwalter den Privatdetektiv gelegentlich mit dem Satz „Sie verantwortungsloser Cretin!“ (2.16). Ansonsten stößt Higgins, wenn er mit einer für ihn unfassbaren Situation konfrontiert wird, häufig ein empörtes „Oh mein Gott!“ aus.
Zum Setting der Serie gehört auch die Einbeziehung des Zuschauers, indem Magnum ihn im „back“ (sog. „Voiceover“) als Erzähler an seinen Gedanken teilhaben lässt: „Ich weiß genau, was Sie jetzt denken, und Sie haben recht! Aber …“ ist eine immer wiederkehrende Phrase, mit der der Zuschauer zum weiteren Geschehen geleitet wird. Als Variation dieses populären Satzes gilt die gelegentlich verwendete Phrase: „Ich weiß genau, was Sie jetzt denken, aber diesmal irren Sie sich“. Nur Luther Gillis und Susan Johnson (Folge 8.7) kommen neben Magnum ebenfalls im Off zu Wort. Seinerzeit ungewöhnlich war auch, dass Magnum die Zuschauer mit Blicken und dem typischen Augenzwinkern unmittelbar in die Kamera einbezogen hat (Durchbrechen der sog. „Vierten Wand“). Regelmäßig fantasiert Magnum davon, einen Ratgeber für angehende Privatdetektive mit praktischen Tipps schreiben zu wollen (4.2.).
Kurios ist das Ende der Serie: In der letzten Szene zoomt die Kamera auf, und der Zuschauer sieht ein Fernsehgerät mit der letzten Szene – Lily und Thomas Hand in Hand am Strand – sowie den Rücken eines Marine-Offiziers. Es ist Thomas Magnum, der sodann die Fernbedienung ergreift, sich dem Zuschauer zuwendet und mit den Worten „Gute Nacht“ den Fernseher und damit auch im übertragenen Sinne den Bildschirm der Zuschauer ausschaltet.

## Weitere Personen

### Jonathan Quayle Higgins III.
Jonathan Higgins ist ein adliger Brite (ein Lord, der Baron von Perth – 5.1) und arbeitet seit dem Frühjahr 1976 (4.18) als Verwalter von „Robin’s Nest“. In dieser Funktion achtet er sehr auf Ordnung und korrektes Auftreten, was häufig zu Konflikten zwischen ihm und Thomas Magnum führt, der 1980 auf das Anwesen kommt (1.1). Sein ausgeprägter britischer Akzent (Der Darsteller Hillerman war eigentlich Texaner), der im Original einen zusätzlichen Kontrast zu Magnums Ostküsten-Dialekt setzt, ließ sich in die deutsche Synchronisation nur andeutungsweise übertragen, schlägt sich aber teilweise in der Wortwahl nieder. Bei einer Diskussion um die Nutzung des Hubschraubers in Folge 10 der 3. Staffel verwendet T.C. mehrfach den Begriff 'Higgie-Baby'. Darauf antwortet Higgins am Ende mit einem überraschenden:

T.C.-Baby, it's ain't over until it's over.

„T.C.-Baby, es ist erst zu Ende, wenn es vorbei ist.“

Trotz ihres beständigen Kleinkriegs wissen Magnum, T.C. und Higgins, dass sie sich aufeinander verlassen können. Magnum bezeichnet diese Beziehung als ein „komisches Vertrauen“ und beschreibt sie als ein altes Ehepaar.

„[…] zanken sich wie ein altes Ehepaar.“

Er ist im Jahre 1919 oder 1920 geboren (2.21); sein Halbbruder Elmo Ziller ist 1919 geboren, Zitat: „beinahe zur selben Zeit“. Als Junge besuchte er zunächst das Internat in Eton (4.12), danach die renommierte Königliche Militärakademie in Sandhurst, wurde jedoch im Alter von 18 Jahren zu Unrecht von ihr verwiesen (5.2). Er ging gegen den Willen seines Vaters zum Militär und bekleidete den militärischen Rang eines Sergeant Major. Er wurde daraufhin von seinem Vater Albert Stanley Higgins (6.19) verstoßen (vgl. 6.1; „meine Familie nahm mich nicht mehr zur Kenntnis“) und sah ihn erst 40 Jahre später wieder, nachdem ihn Magnum quasi auf das „Higginssche Anwesen“ entführt hat. In den 1940er Jahren war Higgins mit Lady Penelope Ashley (2.14) verlobt und wird in vielen Folgen von Agatha Chumley „umgarnt“, was er jedoch nie wirklich begreift (4.1): „Manchmal glaube ich, dass ich die Frauen nie verstehen werde.“.
Higgins ist ein hochdekorierter Kriegsveteran (beispielsweise im West Yorkshire Regiment des Prince of Wales; vgl. sein Einwand in (1.1), mit Spitznamen „Punky“ (3.9), Träger des Victoria-Kreuzes (4.7)), der während seiner langen Militärzeit in vielen Ländern gedient hat und dem verschiedene Aufgabengebiete übertragen wurden (3.5: „3 Kriege, 5 Aufstände, 37 Jahre Dienst!“). So war er zum Beispiel in Nordafrika, Birma, Malaysia und Indien (1948) stationiert und arbeitete sowohl für den britischen Auslandsgeheimdienst MI6, beispielsweise 1944 in Mexiko (5.3) und in Nordirland (2.13), als auch für den britischen Inlandsgeheimdienst MI5 ((8.4); Zitat: „Ende des Krieges beim MI5“). Aufgrund der Verleihung des Victoria-Kreuzes steht ihm eigentlich der Namens-Suffix VC zu.
Selbst an historisch wichtigen Orten und Schlachten will er dabei gewesen sein, so zum Beispiel auf der „Brücke am Kwai“, in El Alamein (1942), bei der Schlacht von Tobruk (2.18), der Kokoda-Track-Kampagne (3.4), der Invasion in der Normandie am 6. Juni 1944 (2.21), den Nürnberger Prozessen (1.07) sowie beim Mau-Mau-Aufstand im Jahr 1953 (3.6). Nach seiner Militärtätigkeit betrieb er ein Hotel in Genf (3.5).
Higgins hat mehrere uneheliche Halbgeschwister auf der ganzen Welt, da sein Vater während seiner Militärzeit (Zitat Higgins) „sehr viel herumgekommen ist“: Pater Patrick „Paddy“ McGuinness, der in Nordirland Pfarrer ist (3.22); Elmo Ziller, einen texanischen Rodeo-Veranstalter aus Hondo, Texas („intellektuell lebensbedrohend“ – Zitat Higgins in 2.21), dem er eine Nichte namens Lexi verdankt; Don Louis Mongueo, einen Halbbruder, der auf dem fiktiven südamerikanischen Inselstaat „Costa de Rosa“ lebt (die Mutter ist eine gewisse Doña Anna – 6.19) sowie eine Halbschwester namens Su Ling (* 1928) aus Peking (3.22) und die beiden von Paddy McGuinness nur namentlich erwähnten Halbschwestern Elisabeth Whitefeather und Katu Manumba (5.02). Sie alle tauchen natürlich nicht auf seiner etwa 2 × 2,5 Meter großen Ahnentafel auf, die er in seinem Büro wie eine Leinwand aufgespannt hat (3.22), die ihn als Nachfahre von Heinrich VIII. ausweist. Diverse Treffen mit seinen Blutsverwandten bringen jedes Mal zum Ausdruck, wie sehr Higgins sich von ihrem Dasein distanzieren möchte, aber letztlich die Blutsverwandtschaft doch nicht leugnen kann.
Da er ein weitgereister und erfahrener Mann ist, berichtet er in nahezu jeder Episode der Serie, mitunter auch Fremden oder Gegenspielern der Protagonisten, von persönlichen Erlebnissen oder Ereignissen seines Lebens, welche sich für den jeweiligen von Magnum behandelten Fall, wenn auch gelegentlich unbeabsichtigt, als hilfreich erweisen. Dabei zeigt Magnum (und auch andere Personen) häufig Desinteresse und verlässt immer wieder wortlos den Raum. Obwohl er zu Thomas Magnum nach eigener Aussage kein gutes Verhältnis hat, hilft er ihm häufig klarer zu sehen und unterstützt ihn wiederholt in emotional belastenden Situationen.
Higgins folgt dem Ehrenkodex eines Gentleman der alten Generation. Als kultivierte Person ist Higgins zudem ein Sprachtalent. Er spricht unter anderem Japanisch, Kambodschanisch, Chinesisch, Französisch, Englisch und Hawaiisch. Ferner ist er der Gebärdensprache mächtig (7.3). Überdies ist er Doktor der Mathematik (Universität Cambridge, 1947), was zu einem Missverständnis in Folge 3.22 führte, da er hier für einen Arzt gehalten wurde.
Auf Hawaii ist er Mitglied in zahllosen wohltätigen und kulturellen Gesellschaften, die meist auch sehr „wohlklingende“ Namen haben (4.17):
- Vorstandsmitglied des King Kamehameha Clubs
- Mitglied im Vollblutzüchterverband von Hawaii (1.13)
- Inszenierung von Theaterstücken mit der Anglo-Hawaiian Shakespeare-Society (2.3)
- Vortragstätigkeit im Hawaiischen Napoleon-Verein (2.4)
- Vizepräsident ehrenhalber im Yachtclub (2.7)
- Mitarbeit in einem Kunstverein (2.8)
- Leiter des Einkaufskomitees der Société du Vin (2.13)
- Vorsitzender des Britischen Seemannfonds, eines Wohltätigkeitsvereins (2.21)
- Vorsitzender der Gesellschaft für unterprivilegierte Kinder (3.1a)
- Vortragstätigkeit im Verein zur Erhaltung der englischen Lyrik auf den Sandwich-Inseln (3.6)
- Mitglied bei den Anglo-polynesischen Gelehrten der See (3.10)
- Mitarbeit beim Botanikverein der Sandwich-Inseln (3.10)
- Vorsitzender der Englischen Gesellschaft der Sandwich-Inseln (3.22)
- Besuch der anglo-hawaiischen Hundeversammlung (4.2)
- Mitglied der Historischen Gesellschaft der Aloha (4.3)
- Ehrenvorsitzender der Söhne des Empire (4.6)
- Inszenierung der Operette The Mikado mit den Sandwich Islands Savoyards (4.17)
- Vorsitzender des Vereins zur Rettung des dreiteiligen Palolowurmes (5.06)
- Mitglied im anglo-franco-hawaiianischen Veteranenverein (5.15)
- Mitglied des anglo-polynesischen Wohlfahrtsvereins (6.20)
- Teilnahme am jährlichen Treffen der Autoren und Poeten auf Hawaii (7.5)
- Teilnahme an der internationalen Blumenausstellung mit einer Cereus Mandevillus (7.8)

Zu diesem Erscheinungsbild passen auch seine immens vielfältigen Kenntnisse und Hobbys: Higgins spielt Schach und Bridge, ist Sportfechter, reitet hervorragend (2.21), spielt Polo (4.01) und Cricket (2.16), beherrscht die Hypnose (1.9, 2.15), die Akupressur (4.8), besitzt ein Grundwissen über Medizin und Pharmazie (1.16, 2.17), er ist ein Snooker-Fan (6.21), war nach dem Krieg Trainer einer Rugby-Mannschaft (2.17) und von Tennisprofis (3.10), ist Kung-Fu-Trainer (4.2), beriet in Fragen der Oldtimer-Restaurierung (1.16) und – recht skurril – dirigiert Opern vom Blatt, die er mit der Stereoanlage in seinem Arbeitszimmer abspielt. Dabei wird er regelmäßig von Magnum gestört; ein weiterer Running Gag der Serie. Anlässlich einer Aufführung der Operette Der Mikado von Gilbert und Sullivan von 1885 auf dem Robin-Masters-Anwesen dirigiert er tatsächlich ein Orchester (4.12) und spielt zudem Piano als Korrepetitor. Nebenbei löst Higgins immer das als herausfordernd geltende Kreuzworträtsel in der Sonntagsausgabe der Tageszeitung The Times aus London (2.16). Ansonsten trifft sich Higgins, ganz der Engländer, gerne mit Freunden zum Tee mit Keksen.

### Theodore Calvin (T.C.)
Theodore Calvin ist Hubschrauberpilot auf Hawaii. Er besitzt die Chartergesellschaft „Island Hoppers“ (Slogan: „Island Hoppers - Ihr fliegender Teppich ins Paradies“) und fliegt mit seinem Hughes 500 (Ruf: Chopper 95 Alpha) Touristen über die Inseln oder übernimmt kleinere Transportflüge. Er hat das Corporate Design in seiner Firma perfekt integriert: Die Farbgebung „rot-gelb-braun“ findet sich auf seinem Hubschrauber, dem VW-Bus T3 und sogar auf seinen Hosenträgern wieder (7.21). Urheber dieses Designs ist Rodney Redcliff, eine etwas kuriose Freundschaft aus seiner Navy-Vergangenheit (6.3).
Er ist geschieden und hat aus seiner Ehe einen Sohn Bryant und eine Tochter Melody, die bei ihrer Mutter Tina in Kalifornien leben. Diese Ehe zerbrach nach der Rückkehr T.C.s aus Vietnam (7.11). Am Ende der letzten Staffel finden T.C. und Tina dann wieder zueinander.
T.C. wurde in New Orleans geboren, trinkt keinen Alkohol, ist Linkshänder und war in seiner Jugend ein guter Boxer (4.8), interessiert sich aber auch für das klassische Ballett (2.11). Seine Pilotenlizenz erlangte er bei den Marines. Thomas Magnum lernte er während seines ersten Einsatzes in Vietnam kennen, und später kam auch Rick Wright zu deren Einheit, der T.C.s bisherigen Bordschützen Cookie ersetzte, welcher eine Gefangenschaft nicht überlebt hatte. In seiner Freizeit kümmert sich T.C. um die Belange Jugendlicher: Er trainiert unter anderem Jugendmannschaften in verschiedenen Sportarten, wobei er von Magnum unterstützt wird (zum Beispiel im Baseball-Team „Tigers“).

### Orville Wilbur Wright III. (Rick)
Orville Wright nennt sich seit seiner Rückkehr aus Vietnam, wo er 1969 bei den Marines auf Magnum und T.C. als Ersatz für den in Gefangenschaft grausam ermordeten Cookie traf, nur noch Rick. In Folge 1.8 erfährt man, dass sein früherer Spitzname „Little O“ (abgeleitet von Orville) war.
Seit seiner Kindheit hat Rick, der fließend Italienisch spricht (2.16), Kontakt zum organisierten Verbrechen. Nach dem Tod seiner Eltern (1958) wachsen er und seine jüngere Schwester Wendy (7.12) beim Chicagoer Unterweltboss Francis Hofstetler, alias Icepick, auf (7.12). Diese enge Bindung geht so weit, dass Rick sich an Icepicks Stelle einer Mordanklage stellt und für ihn ins Gefängnis geht (7.21). Seine Schwester wird ermordet, als sie als Drogenkurierin zufällig Zeugin eines Mordes wird (4.4), während Magnum auf sie aufpassen sollte.
Nach der Rückkehr aus Vietnam eröffnete Rick zunächst seinen eigenen Club („Rick’s Cafe Americain“, eine Anspielung auf das Café von Humphrey Bogart im Film Casablanca; sein Lieblingslied ist konsequenterweise As time goes by (6.20). Obwohl dieser Konkurs machte, wurde Rick danach Geschäftsführer des exklusiven King Kamehameha Clubs in der 3860 Old Pari Road, dessen Vorstand Higgins angehört. So kann er Magnum auch dann und wann mit der club-eigenen Motoryacht „King Kamehameha II“ zur Seite stehen (3.5).
Dank seiner vielen Beziehungen – insbesondere zu Icepick – kann Rick Magnum häufig bei der Ermittlung von Kennzeichen oder der Beschaffung sonstiger Informationen behilflich sein. Sogar den Präsidenten der Vereinigten Staaten (seinerzeit Ronald Reagan) scheint er zu kennen: „Hello, Orville!“ erklingt aus dem Off am Ende der Folge 4.3.
In der letzten Folge steht er unmittelbar davor, Cleo Mitchell (dargestellt von Phyllis Davis) das Ja-Wort zu geben. Der Zuschauer wird es jedoch nie erfahren, denn die Serie endet an dieser Stelle.
Larry Manetti gab allerdings in einem späteren Interview, das sich auf der Homepage von Tom Selleck findet, preis, dass Rick nicht geheiratet hat.

### Robin Masters
Robin Masters ist ein erfolgreicher Schriftsteller, seine Bestseller brechen Verkaufsrekorde. Obwohl er „nur“ etwa zwölf Romane geschrieben hat, ist er finanziell gut abgesichert. In verschiedenen Folgen der Serie werden deren Buchtitel gezeigt; es handelt sich um Trivialliteratur. Angeblich verwendet Robin Masters zum Schreiben seiner Romane keine Schreibmaschine, sondern spricht die Handlung auf ein Diktiergerät (1.17). Masters Lebensstil ist gehoben und extravagant. Er reist durch die Welt (unter anderem mit seinem Privat-Jet mit der Kennung „ROBIN555“; 1.17), macht Halt in Venedig, Zürich (4.13) oder Paris, besitzt Immobilien auf der ganzen Welt (beispielsweise „Robin’s Keep“, ein Schloss in der Nähe Londons (6.1) oder ein Chalet in Österreich (1.17)), unterstützt verschiedenste Organisationen und geht sehr großzügig mit seinen Angestellten und Gästen um. Magnum fährt beispielsweise Robins Ferrari und wird immer wieder für sein Können belohnt.
Die Kunstsammlung von Robin Masters wird in einer der Episoden auf über 37 Millionen Dollar geschätzt (2.7). Ob dies nur für das Anwesen auf Hawaii („Robin’s Nest“) oder insgesamt gilt, ist unklar. Masters setzt das ganze Anwesen nach einem verlorenen Pokerspiel gegen Buzz Benoit – eine Anspielung auf Hugh Hefner und seine Bunnys (in der Folge Buzzettes genannt) – als Spieleinsatz für ein Softball-Spiel ein (4.7); das Spiel geht zwar verloren, aber die Pokerkarten waren gezinkt, so dass das Anwesen den Protagonisten der Serie erhalten bleibt.
Masters’ Identität wird lange Zeit nicht geklärt. Er ist zwar in einigen Folgen (1.17, 3.21, 4.7) zu sehen, aber stets ohne Kopf. Ab der siebten Staffel (7.8) behauptet Magnum wiederholt, der angebliche Majordomus Higgins sei in Wahrheit Robin Masters. In Folge 8.4 geht er sogar so weit zu behaupten, Higgins habe Masters erfunden und dessen Auftauchen durch engagierte Schauspieler inszeniert. Erst die letzte Folge kann zur Klärung hierüber beitragen. Zwar antwortet Higgins auf die konkrete Frage Magnums „Sind Sie Robin Masters?“ mit „Ja.“, lässt ihn in Bezug hierauf am Ende ebendieser Folge jedoch kichernd wissen: „Magnum, wissen Sie noch, was ich über Robin Masters gesagt hab'… Das war eine Lüge!“
Robin Masters wird in der englischen Originalversion von Orson Welles und in der deutschen Version von Mario Adorf (RTL-Synchronisation) beziehungsweise Friedrich Schütter (ARD-Synchronisation) gesprochen.

### Col. Buck Greene
Der Marines-Offizier Buck Greene (Lance LeGault) erscheint immer wieder als undurchsichtiger, vermeintlicher Widersacher Magnums, wenn seine Ermittlungen sich mit Navy-Angelegenheiten überschneiden. In Vietnam war er in Magnums Einheit Marine-S2-Offizier (2.5) und als Agent Betreuer von Michelle (3.1).

### Lt. Mac Reynolds
Lt. Mac Reynolds (Jeff MacKay) ist eine weitere Informationsquelle aus Magnums Vergangenheit bei der Navy. Er ist Lieutenant beim Office of Naval Intelligence und hat Zugang zu den Computern der Navy, was ihn durch Magnums Überredungskünste, ihm irgendwelche Informationen zu geben, immer wieder in Bedrängnis bringt. Mac Reynolds stirbt als Opfer eines Bombenanschlags, als er anstelle Magnums in dessen Ferrari steigt (3.1).
in Folge 1 nennt sich der Charakter noch "Ski", als er sich mit Magnum an der Toreinfahrt zu Pearl Harbor unterhält.

### Jim Bonic
Jim Bonic (Jeff MacKay) tritt ab Staffel 5 in Erscheinung. Er sieht dem verstorbenen Mac Reynolds verblüffend ähnlich, trägt jedoch einen Oberlippenbart. Bonic schlägt sich mit kleinen Betrügereien durch, bei welchen er viele falsche Namen verwendet. Laut Col. Greene ist sein richtiger Name Lt. Joe Travis, welcher als erkrankter Marinepilot aus dieser ausschied. Insbesondere in der Folge Mac ist wieder da nennt er sich Pater Commander Jim Hiller, Lt. Bricks, Neville Thomson und Browerick.

### Lt. Cmdr. Maggie Poole
Maggie (Jean Bruce Scott) tritt quasi die Nachfolge von Mac Reynolds in der Serie an. Sie ist nun seine Quelle, wenn er Informationen aus den Navy-Archiven benötigt.

### Luther H. Gillis
Luther H. Gillis (Eugene Roche) ist ebenfalls Privatdetektiv und stammt aus St. Louis, Missouri. Er hat zwei Kinder: die 16-jährige Nancy Perkins und deren kleinerer Bruder Jimmy – genannt „Kim“ (4.2), die er 13 Jahre zuvor verlassen hat. Bereits seit 1953 ist er mit Blanche Rafferty liiert, aber dem letzten Schritt weiß er immer auszuweichen (4.16). Nachdem er in der Episode Die Ausreißerin (Staffel 4, Episode 2) auf der Straße von einem Auto überfahren wurde und dabei einen heftigen Schlag gegen den Kopf erlitt, spricht Gillis leicht benommen zu seinem nicht anwesenden Partner Chucky, der 1953 vor einem Tanzlokal in San Jose getötet wurde.
Sein Debüt gibt Luther Gillis in der nach ihm benannten Folge „Luther Gillis: #521“ (4.2). Insgesamt ist Gillis in fünf Folgen zu sehen. Im Gegensatz zu Magnum, den er abfällig „das geblümte Hemd“ oder auch „den Großen“ (in Anspielung auf seine Körpergröße) nennt, hat Luther bereits ein Ratgeber-Sachbuch mit dem Titel „So You Want To Be A Private Eye“ (dt.: Sie wollen Privatdetektiv werden) geschrieben, was Magnum erstaunt feststellen muss, da ein Buch mit dem gleichen Titel ja auch eine seiner Ideen war. Higgins, der von Gillis nicht besonders angetan ist (der bezeichnet ihn nur als "der Butler"), sieht ihn sogar als Magnum in 15 Jahren.
Durch sein übergroßes Ego und seine Unart, sich nicht an Pläne und Termine zu halten, bringt Gillis mehrfach eine von Magnum gut geplante Aktion zum Scheitern. Am Ende trägt er aber trotzdem immer zur erfolgreichen Lösung des Falles bei.

### Lt. Yoshi N. Tanaka
Lt. Tanaka, geboren am 20. Juli 1934, (Kwan Hi Lim) ist ein örtlich leitender Polizeibeamter der Hawaii Metro Police, der Magnum immer wieder zur Seite steht. Sein Debüt gibt er in "Try to Remember" (2.15). Er ist, wie Magnum, ein großer Fan der Baseball-Mannschaft Detroit Tigers. Sein Neffe Biff ist Mitglied einer von T.C. betreuten Jugendgruppe (Baseball-Team "Tigers"). In Folge 8.4 wird Tanaka erschossen, als er sich „undercover“ mit Drogenhändlern einlässt. In dieser Folge erfährt man außerdem, dass er eine Schwester namens Barbara Ikeda hat.

### Lt. Nolan Page
Lt. Page (Joe Santos) ist ein weiterer leitender Polizeibeamter der Hawaii Metro Police, der mit Magnum – anders als Lt. Tanaka – durchaus auch aktiv zusammenarbeitet.

### Agatha Chumley
Agatha (Gillian Dobb) ist eine alte Freundin von Higgins und – ebenso wie er – „very british“. Sie tritt ihm regelmäßig zur Seite, wenn er soziale und kulturelle Veranstaltungen auf Robins Anwesen organisiert. Sie selbst engagiert sich in der „Cat Admirers and Trainers Society“ (6.21), von Magnum schlicht als „Katzenverein“ betitelt.
Sie ist Higgins sehr zugeneigt, was in einigen Folgen der Serie zum unterhaltsamen Teil beiträgt, da er ihre Zuneigung nicht in der erwarteten Weise erwidert (Bsp. Schachspiel in 4.01: Sie himmelt ihn an, er meinte nur seinen letzten Zug – Agatha: „Sie sind ein Esel!“). Durch ein Missverständnis kommt es sogar so weit, dass Agatha einen Heiratsantrag Higgins’ vermutet.

### Icepick (Francis Hofstetler)
Icepick (Elisha Cook, bzw. Walter Chotzen in Folge 3.5) ist der Spitzname eines älteren Ganoven, des ewigen Tippgebers aus dem Untergrund. Er war, bevor er nach Hawaii kam, in der Unterwelt Chicagos aktiv und hat Rick nach dem frühen Tod seiner Eltern aufgenommen. Daher erhält Magnum diese Tipps fast nie selbst, sondern ausschließlich über Rick, der immer wieder seine alten Beziehungen zu Icepick nutzt. Sein Lieblingsplatz ist die Spathan Bath Sauna. Er hat eine Tochter namens Hilda, mit der Rick dann und wann als „Gegenleistung“ ausgehen muss (5.17).

### Carol Baldwin
Carol Baldwin (* 17. Mai 1955 als Ergebnis eines Seitensprungs ihres Vaters Leo mit Brenda Babcock, jedoch adoptiert von der Ehefrau ihres Vaters, Abigail Baldwin – vgl. 8.6), gespielt von Kathleen Lloyd, ist eine gute Freundin von Magnum und die örtliche Staatsanwältin. Sie hilft ihm dann und wann – häufig aus eigennützigen Motiven – weiter.

## Vietnamproblematik
Die Protagonisten waren gemeinsam in Vietnam, sie bildeten ein Team bestehend aus Magnum (Codename: „KC Jones“) als Offizier im Range eines Lieutenant, T.C. als Hubschrauberpilot, Cookie als Bordschütze (der in Gefangenschaft brutal ermordet und durch Rick ersetzt wurde (Rang: Petty Officer, sh. 3.1)), Sebastian Nuzo, Ed Kanfer und Taylor Hurst. Magnum wurde später (2.5) zum Lieutenant Commander (6.10, Schulterklappen) befördert. In der letzten Folge ließ sich Magnum im Rang eines Commanders (sh. 8.12, Schulterklappen) wieder von der Navy einstellen.
In einzelnen Teilen der Serie werden die Probleme der Vietnamheimkehrer thematisiert, beziehungsweise das Trauma Vietnamkrieg verarbeitet.
Magnum und T.C. waren gemeinsam in Kriegsgefangenschaft, eine Erfahrung, die sie immer wieder einholt und die dem Zuschauer in vielen Folgen in Rückblicken erschlossen wird. Der Film Stalag 17 wird in der Doppelfolge 3.1/3.2 (Eine lebende Zeitbombe) mehrfach zitiert. In der zweiteiligen Folge 5.15/5.16 (Alle für einen) geht die Serie dann sogar über den Rückblick hinaus und führt sie alle – inklusive Higgins – ganz konkret in das Trauma zurück: Die Protagonisten verschlägt es nach Kambodscha. Diese Folgen hatten nichts mit dem üblichen, humorigen Charme der Serie zu tun; sie erinnern vielmehr an einen Kriegsfilm und lassen die Charaktere und Autoren in einem anderen Licht erscheinen.
Für die erste deutsche Fassung, die von der ARD erstellt wurde, entfernte man so gut wie alle Bezüge zur Vietnam-Vergangenheit, da diese von den deutschen Bearbeitern als unpassend für eine Unterhaltungssendung erachtet wurden. Erst mit der ungekürzten RTL-Synchronisation war die Vietnam-Problematik auch in Deutschland nachvollziehbar.

## Ausstrahlung und Veröffentlichungen

### Deutsche Fassungen
Aus der Serie wurden zunächst zwischen 1984 und 1991 von der ARD 139 der 162 Episoden synchronisiert und in unregelmäßigen Abständen und nicht chronologisch gesendet. Die meisten Episoden wurden außerdem gekürzt (vor allem Szenen mit Bezügen zum Vietnamkrieg) und mit einem einheitlichen Vorspann versehen. Diese Fassung lief bis 1993 ausschließlich im Ersten und in den dritten Programmen und war danach bis 2025 nicht mehr zugänglich.
Zum ersten Mal vollständig war Magnum in Deutschland zwischen dem 30. Mai 1996 und 23. Februar 1999 auf RTL zu sehen, da eine komplett neue Synchronfassung aller Episoden erstellt wurde. Diese Fassung ist ungekürzt, enthält auch sämtliche Verweise auf den Vietnamkrieg, und die Dialoge orientieren sich inhaltlich deutlich stärker am Original. Mit Ausnahme von Tom Selleck erhielten alle Darsteller neue Sprecher. Diese Fassung war seitdem die einzige verfügbare deutsche Version und diente auch als Sprachfassung für die HD-Master, die ab Oktober 2011 auf ZDFneo und ab 2012 im ZDF gezeigt wurden.

### Synchronisation
Die erste Fassung entstand bei der Studio Hamburg Synchron. Peter Kirchberger schrieb die Dialogbücher zusammen mit Eberhard Storeck und führte auch die Dialogregie.
Die zweite Fassung wurde bei der Hermes Synchron in Potsdam erstellt. Michael Nowka, Andreas Pollak und Ronald Nitschke verfassten die Dialogbücher, Nowka und Nitschke führten zudem neben Horst Schappo, Norbert Langer, Christoph Seeger und Uwe Paulsen die Dialogregie.
| Rolle            | ARD-Synchronisation                     | RTL-Synchronisation    |
| ---------------- | --------------------------------------- | ---------------------- |
| Thomas Magnum    | Norbert Langer                          | Norbert Langer         |
| Jonathan Higgins | Wolfram Schaerf                         | Lothar Blumhagen       |
| T.C.             | Rolf Jülich                             | Jürgen Kluckert        |
| Rick             | Joachim Richert                         | Michael Nowka          |
| Robin Masters    | Friedrich Schütter                      | Mario Adorf            |
| Icepick          | Manfred Steffen                         | Wolfgang Spier         |
| Lt. Tanaka       | Helmut Ahner                            | Joachim Nottke         |
| Col. Greene      | Harald Dietl                            | Klaus-Dieter Klebsch   |
| Agatha           | Gerda Gmelin                            | Hannelore Minkus       |
| Carol Baldwin    | Micaëla Kreißler                        | Ulrike Möckel          |
| Mac Reynolds     | Andreas von der Meden, Wolfgang Draeger | Hans-Jürgen Dittberner |

### DVD und Blu-ray in Deutschland
Am 19. Dezember 2009 erschien die deutsche RTL-Fassung in einer DVD-Box, die alle acht Staffeln auf 44 DVDs beinhaltete.
Am 17. Juli 2025 erschien von Plaion Pictures eine Blu-ray-Box mit allen Episoden der Serie inklusive der Crossover-Folgen. Dazu wurde eine neue 4k-Abtastung verwendet. Außerdem wurde neben der vollständigen RTL-Synchronfassung, auch die gekürzte ARD-Synchronisation für die 139 verfügbaren Folgen seit 1993 erstmals wieder zugänglich gemacht.

### USA
In den USA war Magnum zwischen 11. Dezember 1980 und 8. Mai 1988 auf CBS in Erstausstrahlung zu sehen.
Am 7. September 2004 veröffentlichten die Universal Studios die erste Staffel auf DVD für die USA und Kanada (Regionalcode 1). Am 13. September 2004 erschien die erste Staffel auf Deutsch (Regionalcode 2). Die achte und letzte Staffel wurde für die USA und Kanada am 4. März 2008, die deutsche Fassung am 19. Mai 2008 veröffentlicht.

## Verschiedenes
- Tom Selleck war von Steven Spielberg ursprünglich für die Besetzung der Rolle des Indiana Jones vorgesehen. Wegen eines bereits bestehenden Vertrages für die Serie Magnum kam es jedoch nicht dazu. In Folge 8.10 („Aufbruch zu neuen Ufern“) schlüpft er dennoch kurz in dessen Rolle: Mit Hut und Peitsche macht er sich auf Wunsch von Higgins auf die Suche nach einer alten Schriftrolle.

- In der Folge „Die Rache des Giftgottes“ (3.3) kommt es zu einem Crossover mit der TV-Serie Simon & Simon und deren Protagonisten A.J. Simon und Rick Simon. Die Folge „Konkurrenz vom Festland“ (7.9) ist ein Crossover mit der Fernsehserie Mord ist ihr Hobby, bei der Jessica Fletcher Magnum aus der Patsche hilft.

- Nach dem exklusiven King Kamehameha Club, der in der TV-Serie häufig Schauplatz der Handlung ist, benannte sich der Musikclub King Kamehameha Club in Frankfurt am Main, der von 2004 bis 2014 existierte.

## Die Fahrzeuge

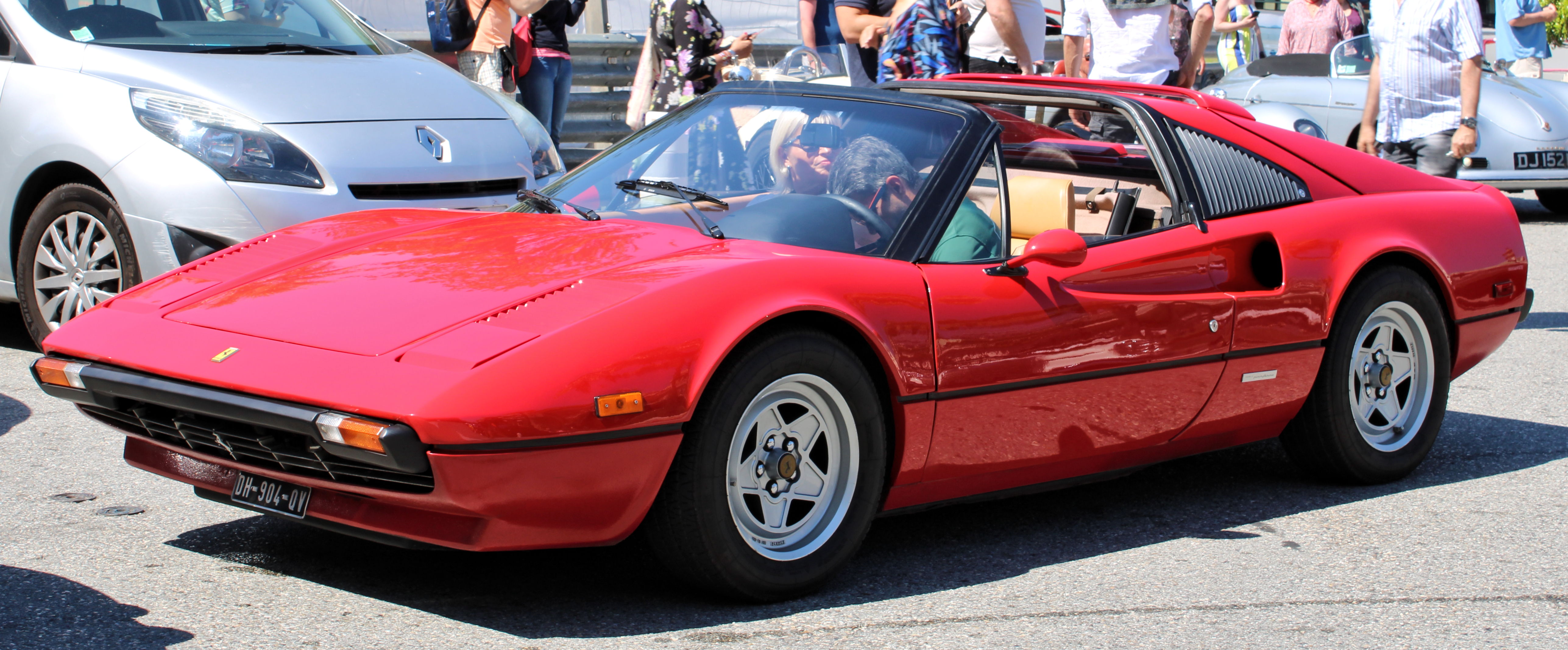
Ferrari 308 GTS

In der Serie findet eine intensive Produktplatzierung für Fahrzeuge statt. In erster Linie ist der Ferrari 308 GTS (Kennzeichen zunächst „56E-478“ und "561-068" und dauerhaft im Vorspann, dann „ROBIN 1“) zu nennen, der heute noch als der „Magnum-Ferrari“ ein Begriff ist.
Ferrari war von den Produzenten ursprünglich nicht nach Fahrzeugen für die Produktion gefragt worden. Sie hatten Porsche um ein Gratisfahrzeug des Modells 928 gebeten, das ein extra großes Schiebedach für Kamerablickwinkel aus der Luft haben sollte. Porsche lehnte das ab. Die Produzenten suchten sich ein anderes Fahrzeug und fanden dann schließlich das damals noch aktuelle Modell 308 von Ferrari. Später sponserte Ferrari North America die Serie und stellte bis zu 17 Fahrzeuge, die für verschiedene Zwecke in der Serie genutzt wurden. In allen Modellen, in denen Tom Selleck im Ferrari sitzend zu sehen ist, wurde der Sitz so modifiziert, dass der großgewachsene Schauspieler trotzdem eine natürlich erscheinende Sitzhaltung einnehmen konnte. Aus dem gleichen Grund gibt es kaum Szenen, in denen der Wagen mit geschlossenem Dach zu sehen ist.
Bei dem ursprünglichen 308 GTS handelte es sich um eine Vergaserversion, die so von 1977 bis 1980 gebaut wurde. Das erste Fahrzeug der Serie wurde bei einem Bombenanschlag zerstört (3.1), bei dem „Mac“ sein Leben verlor, so dass der Nachfolger 308 GTSi (Einspritzer) und später der 308 GTS QV (Quattrovalvole Einspritzer Vierventiler) eingesetzt wurden. Bei dem für die Serie gesprengten Fahrzeug handelte es sich jedoch nicht um einen Ferrari, sondern um eine Replika. Alle Modelle waren US-Versionen, was man an den gelben Reflektoren auf den vorderen und hinteren Kotflügeln sowie den klobigen Stoßstangen nach damaliger US-Norm und schließlich dem verkleideten Auspuffkasten erkennen kann. Eines der Modelle besaß eine Rennkupplung. Da Tom Selleck aber damit nicht zurechtkam und fast einen Unfall am Set verursachte, wurde dieser Wagen nur noch dann eingesetzt, wenn ein Stuntman den Wagen fuhr.
Einige weitere Ferrari wurden gezeigt, so beispielsweise als Robins Neffe „R.J.“ auftrat (6.13): Er hatte ebenfalls einen 308 GTS QV, jedoch dunkelgrün (Kennzeichen: „ROBIN 23“), von seinem Onkel zur Verfügung gestellt bekommen. In Folge 1.17 fuhr Joy Doyle, die Beauftragte einer Sicherheitsfirma, in einem ebenfalls roten 308er vor, wie später auch in Folge 8.7 ein dritter roter 308 GTS in Szene gesetzt wurde: Susan Johnson – ebenfalls „P. I.“ – eiferte Magnum nach; zunächst als Konkurrentin, schließlich aber doch als Verbündete. Selbst als er auf Sizilien die Tochter eines Freundes von Robin in dessen Auftrag befreite, verwendet er den roten 308er des Paten (2.16).
Aber auch Audi konnte mit dem Audi 5000 S (Kennzeichen: „ROBIN 2“; welches in Folge 4.18 – einem Rückblick von Higgins ins Jahr 1976 – zu einem Jaguar XJ Mark I gehörte), einer auf den nordamerikanischen Markt zugeschnittenen Version des Audi 100/200, sein im Segment der Luxuslimousinen platziertes Produkt präsentieren. Es handelte sich zunächst um ein Modell Typ 43, das in Folge 1.5 einem Bombenanschlag zum Opfer fiel, und anschließend um das neuere Modell Typ 44. Der erlitt dann einen Totalschaden (8.11), als Higgins aufgrund manipulierter Bremsen von der Straße abkam.
Weitere deutsche Fahrzeuge, die in der Serie gezeigt wurden, sind z. B. der VW-Bus T3 von T.C. mit seinem auffälligen „Island Hoppers“-Design (Kennzeichen: YUR-374, später (8.9) dann BYJ-536) sowie der Mercedes-Benz 450SL (Baureihe R107) von Rick, der zuvor einen Nissan ZX Targa fuhr. Ein dunkelblaues VW Golf Cabriolet fuhr Carol Baldwin, die Staatsanwältin und gute Freundin von Magnum. Sie hat ihn Magnum in Folge 8.1 zum Kauf angeboten, aber dann anderweitig verkauft. Anschließend (8.6) fuhr sie einen dunklen Porsche 944. Der als Hauptfahrzeug nicht zur Verfügung gestellte Porsche 928 kam noch zu zweifelhaften Ehren: In Folge 2.14 werden aus diesem Modell Magnum und Higgins im Ferrari im Rahmen einer Verfolgungsjagd von einem veruntreuenden Firmenchef beschossen.
Selten konnte Magnum nicht über den Ferrari verfügen. So fährt er z. B. in einem Jaguar E-Type, der so gar nicht fahren und vor allem nicht zu Magnum passen wollte (5.7); die Farbe des Jaguar war rot, wie ein Ferrari. In der Folge 1.13 spielte ein Honda N 360, ein schrottreifer Kleinwagen, die "Hauptrolle". Außerdem kamen auch weitere US-amerikanische Fahrzeuge (z. B. der GMC Jimmy Station Wagon, „ROBIN 3“, von Higgins despektierlich als „Lastwagen“ bezeichnet, 3.1) zum Einsatz.

## Die Musik
Die heute geläufige Titelmusik der Serie wurde von Mike Post zusammen mit Pete Carpenter komponiert. Es handelt sich nicht um die Ursprungstitelmelodie, welche ab der 12. Folge ersetzt wurde. Sie wurde jedoch bereits ab Folge 1.8 als Abspannmelodie verwendet.
Die Titelmelodie zu den ersten elf Folgen wurde von Ian Freebairn-Smith komponiert. Sie wurde in Deutschland erst mit der Neusynchronisation der Serie als Titelmelodie bekannt, denn bei der Erstausstrahlung in Deutschland durch die ARD wurde für alle Folgen die Musik von Mike Post verwendet. Für den Abspann beließ es die ARD bei den ersten Folgen allerdings bei der originalen Titelmelodie. Das Intro und ein Interlude auf dem Album POWER der ehemaligen Hip-Hop-Band Fischmob ist eine Referenz auf die Off-Stimme Magnums, inklusive der Catchphrase „Ich weiß, was Sie jetzt denken, und Sie haben Recht!“, gesprochen von Norbert Langer.
Ab der siebten Staffel ändert sich auch die musikalische Untermalung: Wie zu jener Zeit üblich (siehe z. B. die TV-Serie Miami Vice) wird nun aktuelle Popmusik (Bsp. 7.6: Genesis mit dem Titel Mama, 7.18 mit Tonight, Tonight, Tonight und 8.08 mit The Brazilian) in die Dramaturgie eingebunden.
In wenigen Folgen (z. B. 3.14) wurde eine Hintergrundmusik aus der jeweiligen Folge für den Abspann ausgewählt (z. B. Sweet Georgia Brown – passend zur Folge 3.14 die Hymne der Harlem Globetrotters).

## Auszeichnungen
| Jahr | Auszeichnung | Kategorie                                                                                              | Preisträger                           |
| ---- | ------------ | --- | ------------------------------------- |
| 1981 | Edgar        | Beste Fernsehepisode für „China Doll“                                                                  | Donald P. Bellisario & Glen A. Larson |
| 1982 | Golden Globe | Bester Nebendarsteller in einer Fernsehserie, Mehrteiler oder Fernsehfilm                              | John Hillerman                        |
| 1982 | Eddie        | Beste Bearbeitung einer Fernsehserie für „Memories are Forever“                                        | Michael Berman & Ed Guidotti          |
| 1984 | Emmy         | Bedeutendster Hauptdarsteller einer Dramaserie                                                         | Tom Selleck                           |
| 1984 | Young Artist | Beste Darstellung einer jungen Schauspielerin in einer Fernsehserie (Gastdarsteller) für „Basket Case“ | Dana Hill                             |
| 1985 | Golden Globe | Bester Serien-Hauptdarsteller – Drama                                                                  | Tom Selleck                           |
| 1987 | Emmy         | Bedeutendster Nebendarsteller in einer Dramaserie                                                      | John Hillerman                        |

## Neuauflage
Von September 2018 bis Januar 2024 erschien ein Remake unter dem Titel Magnum P.I. Die Handlung ist in der heutigen Zeit angesiedelt und die Titelfigur, verkörpert von Jay Hernández, kein Vietnamkriegs-, sondern ein Veteran des Afghanistankrieges. In weiteren Hauptrollen sind Perdita Weeks, Zachary Knighton, Stephen Hill und Tim Kang zu sehen.

## Belletristik
- Roger Bowdler: Magnum – Kein Schnee auf Hawaii. (Roman, dt. Übersetzung von Alexandra v. Reinhardt) Heyne Verlag, München 1984, ISBN 3-453-02007-3.
- Roger Bowdler: Magnum – Sturm über Honolulu. (Roman, dt. Übersetzung von Gerda Gensberger) Heyne Verlag, München 1984, ISBN 3-453-02028-6.